# Kwame Akoto-Bamfo
Pour les articles homonymes, voir Akoto-Bamfo et Akoto.
Kwame Akoto-Bamfo est un sculpteur ghanéen. Sa sculpture extérieure dédiée à la mémoire des victimes de la traite transatlantique des esclaves est exposée au Mémorial national pour la paix et la justice qui a ouvert ses portes en 2018 à Montgomery, dans l'Alabama. Parmi ses autres sculptures figure une installation de 1 200 têtes en béton représentant les ancêtres esclaves du Ghana à Accra, la capitale du pays. Appelée Faux-Reedom, elle a été dévoilée en 2017,.